# (2839) Annette
(2839) Annette es un asteroide perteneciente al cinturón de asteroides descubierto por Clyde William Tombaugh desde el Observatorio Lowell, en Flagstaff, Estados Unidos, el 5 de octubre de 1929.

## Designación y nombre
Annette se designó inicialmente como 1929 TP.
Posteriormente fue nombrado en honor de la hija del descubridor.

## Características orbitales
Annette orbita a una distancia media del Sol de 2,217 ua, pudiendo acercarse hasta 1,885 ua y alejarse hasta 2,549 ua. Su excentricidad es 0,1497 y la inclinación orbital 4,807°. Emplea 1206 días en completar una órbita alrededor del Sol.